# Championnat d'Italie de football de deuxième division 2006-2007
Le championnat d'Italie Serie B 2006-2007 a commencé le 9 septembre 2006 et s'est terminé le 10 juin 2007, voyant le sacre de la Juventus.
Cette saison a vu la toute première participation en Serie B de deux clubs : le Frosinone Calcio et la Juventus. 
Pour la saison 2006/2007, l'AC Arezzo et la Juventus avaient écopé de respectivement 6 et 9 points de pénalité, à cause de leur implication dans l'Affaire des matches truqués du Calcio (Calciopoli). La Vieille Dame, comme on la surnomme, avait d'ailleurs été reléguée en Serie B pour cette raison.
En parallèle, l'US Triestina et le Pescara Calcio avaient été pénalisés d'un point, et ce dû à des irrégularités financières.

## Les 22 clubs participants
| - UC Albinoleffe - AC Arezzo - AS Bari - Bologne FC - Brescia |  | - AC Cesena - FC Crotone - Frosinone Calcio - Genoa CFC - Juventus FC |  | - US Lecce - AC Mantova - Modène FC - SSC Naples - Pescara |  | - Piacenza FC - Rimini - Spezia 1906 Calcio - Trévise FC - US Triestina |  | - Hellas Vérone - Vicence |

## À l'issue de la saison

### Promotions
La Juventus fut la première équipe à être promue en Serie A, et ce à 3 journées de la fin du championnat. Une semaine après, la Juve remportait le titre de Champion de Serie B, grâce à une victoire à domicile 2-0 face à Mantoue. 
Lors de la dernière journée du championnat, le SSC Naples et le Genoa CFC furent promus directement en Serie A. Il n'y eut pas de barrages, car il y avait 10 points d'écart entre le troisième et le quatrième du championnat; et à partir de 10 points d'écart on se dispense de jouer les barrages en Italie.
À noter que Naples et Gênes avaient déjà été promus de Serie C1 en Serie B au terme de la saison 2005-2006. Ces deux clubs ont donc la joie de connaître 2 promotions en 2 ans.

### Relégations
Le 12 mai 2007, le Pescara Calcio devenait la première équipe à être reléguée en Serie C1, en perdant 3-1 face à Piacenza. Une semaine après, le FC Crotone était lui aussi relégué, à la suite d'une défaite 2-0 contre Trieste.
Lors de la dernière journée, l'AC Arezzo devenait la troisième équipe à être reléguée, et ce malgré une victoire 3-1 face à Trévise. En effet, Spezia 1906 Calcio, et Hellas Vérone, des concurrents directs pour la descente, remportaient dans le même temps tous deux leur match.
À quelques minutes de la fin des matchs, Spezia, qui faisait match nul 2-2 face à la Juve, était mathématiquement relégué. Mais un but inscrit par Nicola Padoin dans les toutes dernières seconde de la rencontre changea la donne, et ce fut finalement Arezzo qui descendit en 3e division, tandis que Spezia était autorisé à jouer les barrages.
À l'issue de ces barrages, c'est Verona qui fut relégué en Serie C1. 
Playoffs : Spezia-Verona : 2-1, 0-0.

## Meilleurs buteurs
| #  |         | Joueur                | Club            | Buts |
| -- | ------- | --------------------- | --------------- | ---- |
| 1  | Italie  | Alessandro Del Piero  | Juventus        | 20   |
| 2  | Italie  | Claudio Bellucci      | Bologne FC 1909 | 19   |
| 3  | Sénégal | Papa Waigo N'Diaye    | AC Cesena       | 15   |
| -  | France  | David Trezeguet       | Juventus        | 15   |
| 5  | Italie  | Daniele Cacia         | Piacenza FC     | 14   |
| -  | Italie  | Emanuele Calaiò       | SSC Naples      | 14   |
| -  | Italie  | Antonio Floro Flores  | AC Arezzo       | 14   |
| 8  | Brésil  | Jedaias Capucho Neves | Rimini Calcio   | 13   |
| -  | Italie  | Davide Possanzini     | Brescia Calcio  | 13   |
| 10 | Italie  | Massimo Marazzina     | Bologne FC 1909 | 12   |